# Ermita de la Virgen de Oca (Villafranca de Oca)
La ermita de Oca es un templo donde se rinde culto a la Virgen de Oca, donde también se encuentra el pozo de San Indalecio, lugar donde se cree hubo un milagro, en el municipio de Villafranca Montes de Oca, Castilla y León, España.
San Indalecio, discípulo de Santiago y primer obispo, fue una víctima de sufrimiento en este lugar.

## Historia
La ermita de la Virgen de Oca es un antiguo monasterio fundado en el siglo XII.
Los romanos se asentaron sobre los cerros de castro de Somoro y castro de la Pedrera. El primero está ubicado entre Villafranca y el despoblado de Alba y tienen una altura de entre 1104 y 1196 metros.
La leyenda nos cuenta que San Indalecio está enterrado donde está situada la ermita de la virgen de Oca.